# Zdzisław Wawrzyniak
Zdzisław Kazimierz Wawrzyniak (ur. 1 czerwca 1944 w Stęgoszy, zm. 6 sierpnia 2025) – polski germanista, profesor nauk humanistycznych, tłumacz literatury z języka niemieckiego i szwedzkiego. Stypendysta Instytutu Goethego, Monachium (1973), stypendysta Fundacji Humboldta, Mannheim (1974–1975). Stypendium Instytutu Szwedzkiego w Sztokholmie, Uppsala (1971) oraz Sztokholm (1974).

## Życiorys
Ojciec Stanisław, z zawodu obuwnik (mistrz obuwniczy). Matka Marianna, z domu Regulska, gospodyni domowa. Trzech braci: Cyryl, Klemens i Józef. Ukończył liceum ogólnokształcące w Jarocinie w 1962. 
Studia germanistyczne na UAM w Poznaniu w latach 1962–1964. Kontynuacja studiów na Uniwersytecie Karola Marksa w Lipsku (NRD) w latach 1964–1967. Stypendystami Ministerstwa Nauki i Szkolnictwa Wyższego byli w tym czasie także znani obecnie profesorowie Tomasz Czarnecki, Uniwersytet Warszawski, Stanisław Prędota, Uniwersytet Wrocławski oraz redaktor Adam Krzemiński. Studia ukończył z wyróżnieniem. 
W latach 1967–1985 nauczyciel akademicki na Uniwersytecie Jagiellońskim w Krakowie. Doktorat pod kierunkiem prof. Aleksandra Szulca w 1972. Rozprawa doktorska dotyczy filozofii języka Wilhelma von Humboldta oraz lingwistyki strukturalnej. Habilitacja w 1979 na UJ na temat tworzenia tekstów w języku niemieckim, wydana w Warszawie przez PWN. Od 1985 nauczyciel akademicki w Wyższej Szkole Pedagogicznej w Rzeszowie, a od 2001 na Uniwersytecie Rzeszowskim. Od 1987 Kierownik Katedry Filologii Germańskiej, a następnie w latach 1999–2012 Dyrektor Instytutu Filologii Germańskiej. W latach 1986–1987 Prodziekan Wydziału Filologicznego WSP. W latach 1987–1990 Prorektor ds. Studenckich, a następnie w latach 1990–1993 Prorektor ds. Dydaktycznych.
Synowie Jan i Adam oraz córka Marta.

### Działalność naukowa
Dziedziny badań: lingwistyka tekstu, teoria i praktyka tłumaczenia, glottodydaktyka. Według niego teksty są podstawowymi jednostkami komunikacji językowej i zarazem przedmiotem tłumaczenia oraz nauki języków obcych. 
Z okazji 60-lecia urodzin  została zorganizowana międzynarodowa konferencja naukowa z udziałem m.in. prof. Ulricha Engela (Mannheim), prof. Wolfganga Heinemanna (Lipsk) oraz prof. Mariana Szczodrowskiego (Uniwersytet Gdański). 

## Publikacje

### Monografie
- (1971): Gesprochenes Deutsch. Skrypt dla studentów germanistyki. Kraków: Wydawnictwo UJ. (82 str.)
- (1979): Untersuchungen zur Textbildung im Deutschen. Kraków: Wydawnictwo UJ. (Rozprawy Habilitacyjne UJ 30). (108 str.)
- (1980): Einführung in die Textwissenschaft. Probleme der Textbildung im Deutschen. Warszawa: Wydawnictwo Naukowe PWN. (136 str.)
- (1981): (Współautorzy: S. Łuszczyk, A. Szulc): Gramatyka języka niemieckiego. Warszawa: Wydawnictwa Szkolne i Pedagogiczne. (241 str.)
- (1991): Praktyczne aspekty translacji literackiej na przykładzie języków niemieckiego i angielskiego. Warszawa: Wydawnictwo Naukowe PWN. (165 str.)
- (1995): Adam und Eva im Paradies der Geduld und Neugier. Ein Lernbuch für intelligente Leute. Rzeszów: Wydawnictwo WSP. (192 str.)
- (2001): (Współautorka: Lucyna Wille): Deutsch nach Englisch im glottodidaktischen Gefüge. Rzeszów:    Wydawnictwo WSP. (141 str.)
- (2002): (Współautorka: Lucyna Wille): Język angielski kluczem do języka niemieckiego. Język niemiecki kluczem do języka angielskiego. Gramatyka konfrontatywna niemiecko-angielska w ćwiczeniach. Zielona Góra: Wydawnictwo Kanion. (214 str.)

### Monografie zbiorowe i redakcja naukowa
- (1995): Wawrzyniak, Zdzisław / Detlev Gärtner (red.): Reden – Symbole – Wörter: Studien zum politischen Sprachgebrauch. Rzeszów: Wydawnictwo WSP. (111    str.)
- (1996): Wawrzyniak, Zdzisław / Tęcza, Zygmunt (red.): Die deutsche Sprache und Literatur als Brücke in Europa. Band 1:BeiträgezurSprachwissenschaft.    Rzeszów: Wydawnictwo WSP. (217 str.)
- (2001): Wawrzyniak, Zdzisław / Drużycki, Krzysztof (red.): Germanistik als interkultureller und interdisziplinärer Brückenschlag. Rzeszów: Wydawnictwo WSP. (232    str.)
- (2003): Wawrzyniak, Zdzisław / Budziak, Renata (red.): Ziele und Methoden des germanistischen Lizenziat-Studiums. Krosno: Państwowa Wyższa Szkoła    Zawodowa. (77 str.)
- (2010): Bąk, Paweł / Sieradzka, Małgorzata / Wawrzyniak, Zdzisław (red.): TexteundTranslation. (=Danziger Beiträge zur Germanistik. Band 29). Peter Lang   Verlag. Frankfurt/M. (300 str.)
- (2011): Wierzbicka, Mariola / Wawrzyniak, Zdzisław (red.): Grammatik im Text und im Diskurs. (Danziger Beiträge zur Germanistik. Band 34). Peter Lang Verlag:    Frankfurt/M. (389 str.)

### Redakcja czasopism
- Wawrzyniak, Zdzisław / Światłowski, Zbigniew (red.): Studia Germanica Resoviensia, tomy I-VIII, 2003-2010

### Artykuły i rozprawy naukowe (wybór)
- (1969): Laboratorium językowe przy Wydziale Filologicznym UJ. W: Języki Obce w Szkole 3. S. 177-180.
- (1970): Podstawowy kierunek badań językoznawstwa stosowanego: dydaktyka języków obcych. W: Języki Obce w Szkole 2. S. 69-79.
- (1971): Nauczanie gramatyki języka obcego na studiach neofilologicznych. W: Dydaktyka Szkoły Wyższej 4. S. 49-55.
- (1972): Programowanie materiału językowego. W: Języki Obce w Szkole 1. S. 11-19.
- (1974): Sposoby istnienia języka. W: Biuletyn Polskiego Towarzystwa Językoznawczego 32. S. 87-91.
- (1975): Interferenz im lexikalischen System. W: H.G. Funke (red.): Grundfragen der Methodik des Deutschunterrichts und ihre praktischen Verfahren. München. S. 204-209.
- (1975): Konfrontative Textlinguistik und Fremdsprachenunterricht. W: A. Szulc (red.): Sprachwissenschaft und Fremdsprachenunterricht. Poznań. S. 53-58.
- (1978): Einige Bemerkungen zur kommunikativen Textkompetenz in der Fremdsprache. W: DeutschalsFremdsprache 5. S. 284- 286.
- (1979): Methoden der Konfrontation. W: Zu einigen Problemen der Germanistik in der VR Bulgarien. VelikoTirnovo.   S. 92-101.
- (1981): Übersetzugsvergleich im Sprach- und Literaturstudium. W: H. Brückner (Hg.): Lehrer und Lernende im Deutschunterricht. Kongreßbericht der VI. Internationalen Deutschlehrertagung  vom 4.-8. August 1980 in Nürnberg. Berlin, München. S. 534-537.
- (1985): Zur linguistischen Analyse von Übersetzungsentsprechungen. W: A. Szulc (red.): Studienzumpolnisch-deutschenSprachvergleich 2 (= Zeszyty Naukowe UJ. Prace Językoznawcze 80). Kraków. S. 103-108.
- (1986): Rozumienie i zrozumienie tekstu. W: F. Grucza (red.): Problemy translatoryki i dydaktyki translatorycznej. Warszawa. S. 131-137.
- (1986): Texte – Systeme – Kompetenzen oder die Last, die List und die Lust des Deutschlernens. W: GermanistischesJahrbuch DDR-VRP 1984. Warszawa. S. 17-28.
- (1988): Teksty w procesie uczenia się języka obcego. W: F. Grucza (red.): Z teorii i praktyki tworzenia materiałów glottodydaktycznych. Warszawa. S. 45-48.
- (1989): Faust zrodzony z Artura Sandauera. W: Profile 9. S. 26-28.
- (1989): Sinn und Form in der Translation. W: A. Kątny (red.): Studien zur kontrastiven Linguistik und literarischen Übersetzung. Frankfurt/M. S. 199-209.
- (1989): Supraindividuelles und Individuelles in der Translation. W: A. Kątny (red.): Theorie und Praxis der deutsch-polnischen Konfrontation und Translation. Rzeszów. S. 279-287.
- (1989): Zum Vorverständnis einer Konfrontativen Textlinguistik. W: A. Szulc (red.): Zeszyty Naukowe UJ. Prace Językoznawcze 94. S. 195-201.
- (1989): Zur Eigenart der Textproduktion in der Fremdsprache. W: F. Königs, A. Szulc (red.): Linguistisch und psychologisch orientierte Forschungen zum    Fremdsprachenunterricht. Bochum.    S. 267-278.
- (1990): Zukunftsbezogene Ausdrücke im Deutschen und Schwedischen. W: A. Kątny (red.): Studien zum Deutschen aus kontrastiver Sicht. Frankfurt/M. S. 35-49
- (1993): Zur Eigenart moderner lyrischer Texte. W: A. Kątny (red.): Beiträge zur Sprachwissenschaft, Sozio- und Psycholinguistik. Probleme des Deutschen    als Mutter-, Fremd- und Zweitsprache. Rzeszów. S. 97-119.
- (1994): Der offene Mensch im Geflecht der Beschränkungen. Zu Zielen und Wegen desGermanistikstudiums in Polen. W: W. Roggausch (red.): Dokumentation der Tagungsbeiträge / Germanistentreffen Bundesrepublik Deutschland – Polen: 26.9.-30.9.2003. Bonn.   S. 319-326.
- (1994): Einige Bemerkungen zum Verstehen in Deutsch als Nichtmuttersprache und zur Entwicklung der Verstehensfertigkeiten. W: A. Kątny, M. A. Naziemkowska-Kątny (red.): Untersuchungen zum Deutsch als Fremd- und Zweitsprache. Rzeszów. S. 123-131. (1995): Wieviel politische Lexik braucht ein Auslandsgermanist? W: Z. Wawrzyniak, D. Gärtner (red.): Reden – Symbole – Wörter. Studien zum  politischen Sprachgebrauch. Rzeszów.  S. 73-82.
- (1997): Lakonik – Linguistik der Kürze und Bündigkeit. W: A. Dębski (red.): Plus ratio quam vis. Festschrift für Aleksander Szulc zum 70. Geburtstag. Kraków. S. 199-205.
- (1999): Formen der Teilnahme an verbaler Kommunikation. W: J. Bańczerowski, T. Zgółka (red.): Linguamamicabilemfacere. Ludovico Zabrocki in memoriam. Poznań. S.  397-402.
- (1999): Humor muß sein. Zur Textkomik aus linguistischer Sicht. W: Z. Bilut-Homplewicz (red.): Zur Mehrdimensionalität das Textes. Repräsentationsformen,  Kommunikationsbereiche, Handlungsfunktionen. Rzeszów. S. 237-245.
- (1999): Zu einigen Prinzipien des Fremdsprachenlernens. W: M. Kłańska, P. Wiesinger (red.): Vielfalt der Sprachen. Festschriftfür Aleksander Szulc zum 75. Geburtstag. Wien. S. 353-364.
- (2002): Zasady rozumienia jako warunki konstytutywne tłumaczenia. W: J. Koźbiał (red.): Recepcja. Transfer. Przekład. Warszawa. S. 39-46.
- (2003): Germanistik in drei Jahren – ein Traum- oder Trauma-Studium? W: R. Budziak,  Z. Wawrzyniak (red.): Ziele und Methoden des germanistischen Lizenziat-Studiums. Krosno.  S. 9-12.
- (2003): Kategorie tekstotwórcze. W: I. Bobrowski (red.): Anabasis. Prace ofiarowane Profesor Krystynie Pisarkowej. Kraków. S. 361-364.
- (2003): WarumTexte? W: Z. Wawrzyniak, Z. Światłowski: (red.): Studia Germanica Resoviensia I. S.11-14.
- (2003): Zum Begriff der Textpraxis. W: M. Cieszkowski, M. Szczepaniak (red.): Texte im Wandel der Zeit. Frankfurt/M.  u. a. S. 15-24.
- (2004): Textwissenschaft als Transdisziplin. W: Dębski, Antoni / Lipiński, Krzysztof(red.): Perspektiven der polnischen Germanistik in Sprach- und Literaturwissenschaft: Festschrift für Olga Dobijanka-Witczakowa zum 80. Geburtstag. Wydaw. Uniwersytetu Jagiellońskiego. Kraków. S. 325-331.
- (2006): Textbildungsprinzipien. W: Grucza Franciszek (red.): Texte – Gegenstände germanistischer Forschung und Lehre. Materialien der Jahrestagung des Verbandes Polnischer Germanisten, 12. – 14. Mai 2006 in Toruń. Euro-Edukacja. Warszawa. S. 31-40.
- (2006): Donumuniversitatis. W: Furmanek, Waldemar (red.): Idea uniwersytetu w nauczaniu Jana Pawła II. Wydawnictwo Uniwersytetu Rzeszowskiego. Rzeszów. S. 85-93.
- (2006): Zur Geschichte des Instituts für Germanistik. W: Wawrzyniak Zdzisław / Światłowski Zbigniew (red.) Studia Germanica Resoviensia 4, Zeszyty  Naukowe Uniwersytetu Rzeszowskiego, Seria Filologiczna, Rzeszów 2006. S. 239-243.
- (2006): Das Mysterium des Textes. Was wissen wir über Texte? W: Wille, Lucyna / Homa, Jaromin (red.): Menschen – Sprachen – Kulturen. TectumVerlag. Marburg. S. 333-339.
- (2008): Zu Textdefinitionen und zu Seinsweisen von Texten. W: Czachur, Waldemar / Czyżewska, Marta (red.) Vom Wort zum Text: Studien zur deutschen Sprache und Kultur: Festschrift für Professor  Józef Wiktorowicz zum 65. Geburtstag. Instytut Germanistyki Uniwersytetu Warszawskiego. Warszawa. S. 475-481.
- (2008): Otwartość na ludzi, języki i narody: niejednowymiarowy patriotyzm Jana Pawła II. W:  Furmanek, Waldemar (red.) Polska w nauczaniu Jana Pawła II.  Uniwersytet Rzeszowski. Rzeszów. S. 151-156.
- (2008): Translate sind Kinder. W: Krysztofiak, Maria (red.) Ästhetik und Kulturwandel in der Übersetzung. (Posener Beiträge zur Germanistik; Bd. 19). Frankfurt am Main: Peter Lang. S. 135-144.
- (2010): Texte und Stile. W: Bąk, Paweł / Sieradzka, Małgorzata / Wawrzyniak, Zdzisław (red.): Texte und Translation. (= Danziger Beiträge zur Germanistik. Band 29). Peter Lang Verlag. Frankfurt/M. S. 63-72.
- (2010): Intertekstualność translacyjna. W: Czapiga, Artur / Czapiga, Zofia (red.) Słowo i tekst w opisie porównawczym. Rzeszów. S. 177-180.
- (2011): Grammatik in Gedichten. W: Wierzbicka, Mariola / Wawrzyniak, Zdzisław (red.): Grammatik im Text und Diskurs. (= Danziger Beiträge zur Germanistik. Band 34). Peter Lang Verlag. Frankfurt/M. S. 101-107.
- (2012): Texte, Stile und Unstil. W: Bilut-Homplewicz, Zofia / Mac, Agnieszka / Smykała, Marta / Szwed, Iwona (red.) Text und  Stil. (= Studien zur Text- und Diskursforschung 1). Peter Lang Verlag. Frankfurt/M. S. 71-76.

### Przekład książek
- (1971): Vilhelm Moberg: Twoja chwila na ziemi (powieść, przekład z j. szwedzkiego). Warszawa: PIW. 222 str. (Vilhelm Moberg. Din stund på jorden. Stockholm 1965).
- (1973): Vilhelm Moberg: Kraina zdrajców (powieść, przekład z j. szwedzkiego). Poznań: Wydawnictwo Poznańskie. 226 str. (Vilhelm Moberg. Förrädarland. Stockholm 1970).
- (1975): Lars Gyllensten: Śmierć Sokratesa (powieść, przekład z j. szwedzkiego). Poznań: Wydawnictwo Poznańskie. 228 str. (Lars Gyllensten: Sokrates död. Stockholm 1974).
- (1975): Bengt Sigurd: Struktura języka: Zagadnienia i metody językoznawstwa współczesnego  (przekład z j. szwedzkiego). Warszawa:  PWN. 178 str. (Bengt Sigurd: Språkstruktur. Den moderna språkforskningens metoder och problemställningar. Stockholm 1971).
- (1977): Eyvind Johnson: Powieść o Olofie. (powieść, tom 2, przekład z j. szwedzkiego). Poznań: Wydawnictwo Poznańskie. 485 str. (Eyvind Johnson: Romanen om  Olof, andradelen. Stockholm 1976).
- (1984): Gunnar Ekelöf: Każdy człowiek jest światem. (wiersze, przekład z j. szwedzkiego). Kraków: Wydawnictwo Literackie. 82 str. (Gunnar Ekelöf: Dikter. Stockholm 1968).
- (1984): Per Christian Jersild: Dom Babel (powieść, przekład z j. szwedzkiego). Poznań: Wydawnictwo Poznańskie. 346 str. (Per Christian Jersild: Babelshus. Stockholm 1983).
- (1990): Titus Lantos: Psalm Spotkania (wiersze, przekład z j. niemieckiego). Kraków: OBP. 71 str. (Titus Lantos: Begegnungspsalm. Baden 1988).

### Tomiki wierszy
- (1998): Fünfzehn deutsche Gedichte in polnischer Übersetzung und mit einem Nachwort des Autors. REA. Warszawa. (53 str.)
- (2000): Słodycz goryczy. Wiersze, przekłady i minieseje. Fraza. Rzeszów. (70 str.)
- (2001): Podróż do środka pamięci. Fraza. Rzeszów. (38 str.)
- (2002): W każdym życiu słychać radość. Fraza. Rzeszów. (45 str.)
- (2006): Refreny życia – wiersze węższe i szersze. Wydawnictwo Otwarty Rozdział. Rzeszów. (59 str.)
- (2008): All nature – Cała ziemia: wiersze dwu- i trójjęzyczne. Wydawnictwo Otwarty Rozdział. Rzeszów. (29 str.)
- (2010): W moim zeszycie (teksty osobiste). Wydawnictwo Otwarty Rozdział. Rzeszów. (51 str.)

### Inne publikacje
- (2010): Dowiedz się, jaki masz charakter. Charakterologia astrologiczna chińsko-europejska. Libra PL. Rzeszów. (80 str.)